# 安德罗·克内戈
安德罗·克内戈（1956年10月21日—），克罗地亚男子篮球运动员。他曾代表南斯拉夫参加1976年、1980年和1984年夏季奥林匹克运动会篮球比赛，获得一枚金牌、一枚银牌和一枚铜牌。